# Академія Генерального штабу (Російська імперія)
Академія Генерального штабу — вищий військовий навчальний заклад в Російській імперії.

## Історія
Офіційна назва під час створення — Імператорська військова академія, з 1855 року мала назву Миколаївська академія Генерального штабу (на пам'ять про імператора Миколу I), від 1909 року — Імператорська Миколаївська військова академія.
Академія генерального штабу розміщувалась в будинку колишньої Іноземної колегії на Англійській набережній; з 1901 року — на Суворовському проспекті, буд. 32 (будівлю зведено у 1900–1901 роках, архітектор Олександр фон Гоген).
Миколаївська академія генерального штабу була заснована 26 листопада 1832 року на базі училища колоновожатих, розквартированого в Петербурзі та Москві у 1810–1812 роках та в Петербурзі у 1823–1825 роках, під назвою Імператорської військової академії, за проектом генерал-ад'ютанта барона Жоміні «для навчання офіцерів до служби Генерального штабу» та «для кращого поширення знань в армії».
Первинно курс навчання було розраховано на 2 роки (теоретичний і практичний класи). На загальному відділенні академії головними предметами були тактика, стратегія, військова історія, військова адміністрація, військова статистика, геодезія з картографією, зйомкою та кресленням, а допоміжними — російська мова, відомості з артилерійської та інженерної частин, політична історія, міжнародне право та іноземні мови. На геодезичному відділенні — теоретична й практична астрономія, фізична географія, геодезія зі зйомкою та кресленням, картографія та військова статистика; допоміжними — військова адміністрація, тактика, російська та іноземні мови.
Створення академії поклало початок формуванню корпусу офіцерів Генерального штабу. До цієї категорії приписувались обер-офіцери в чині не нижче поручика, які прослужили в строю не менше 2 років та закінчили академію (чи склали при ній іспит).
З 1840 року найкращі з вихованців кадетських корпусів і Дворянського полку кількістю 30 чоловік відряджались напряму до гвардійського штабу для вступу за 2 роки в академію. Спочатку служба в Генеральному штабі не давала жодних переваг, і кількість абітурієнтів академії була невеликою. Після запровадження деяких переваг для корпусу офіцерів Генерального штабу 1852 року притік офіцерів до академії посилився й відрядження випускників кадетських корпусів було припинено.
В академію могли вступати офіцери не молодші за 18 років й у чинах не старше капітана армії чи штабс-капітана гвардії, артилерії та саперів. Ті, хто служив поза Петербургом спочатку складали попередній іспит при корпусних штабах. В самій академії офіцери, які бажали вступити до теоретичного класу, мали скласти вступний іспит, а для охочих вступити напряму до практичного класу, — і вступний, і перехідний. Офіцер, який бажав випуститись екстерном, мав, окрім двох зазначених іспитів, скласти ще й випускний. Після завершення курсу офіцери відряджались на 1 рік до зразкових частин для ознайомлення зі службою. Випуск здійснювався у жовтні. Ті. Хто закінчив навчання за 1-м розрядом отримували наступний чин, за 2-м — випускались тим же чином, а за 3-м — повертались до своїх частин і в Генеральний штаб не переводились. Армійські офіцери переводились до Генерального штабу з тим же чином, артилеристи, інженери та гвардійці — з підвищенням (гвардійці ще й зі старшинством в останньому чині). У 1850–1855 роках академія випускала щороку в середньому 23 чоловік.
У 1862, 1888 та 1893 роках було внесено ряд змін, у бік підвищення стройового цензу, за порядком приймання в академію та проходження в ній навчання і подальшого розподілу після завершення навчання. При цьому зросла кількість тих, хто навчався в академії офіцерів: у 1860-х роках навчалось до 150 чоловік на рік, у 1890-х — до 300 чоловік, до 1914 року — понад 350 чоловік.
З 1894 року квота на кількість абітурієнтів була скасована. Щоправда, при цьому змінились і правила розподілу випускників. Після другого курсу офіцери випускались до війська, найкращі з потоку офіцери вступали на додатковий курс. Останні приписувались до Генерального штабу.
Ті, хто закінчив академію, як правило, займали надалі вищі командні пости. Однак доволі велика кількість офіцерів з різних причин відраховувалась до завершення курсу. Так з 1881 до 1900 року було відраховано 913 чоловік.
Академія одразу ж посіла центральне місце в системі військової освіти Росії. Навчання офіцера в Академії Генерального штабу в російській армії прирівнювалось до особливої відзнаки та вважалось почесним.
З 1832 до 1918 року академія підготувала 4 532 офіцерів російської та кілька десятків офіцерів болгарської і сербської армій.
Академія доволі скоро за правом посіла місце центра військової думки в Росії. Видатними викладачами академії були: Віктор Анічков, Михайло Драгомиров, Андрій Снєсарєв, Олександр Свечін, Микола Міхневич, Євген Шиловський, зі стратегії — Микола Медем, Генріх Леєр, з військової статистики — Микола Обручев, з військової історії — Дмитро Масловський та Олександр Мишлаєвський, з військової адміністрації — Олександр Редігер
Випускники академії цього періоду яскраво проявили себе як у сфері військової служби, так і в державній діяльності. Широко відомі випускники академії, які стали крупними воєначальниками й видатними вченими Росії. Серед них Дмитро Мілютін, Федір Радецький, Микола Пржевальський, Дмитро Скобелєв, Андрій Снєсарєв, Олексій Куропаткін, Роман Кондратенко, великий князь Микола Миколайович (молодший).
За часів Першої світової війни випускниками академії були майже всі командувачі арміями та фронтами, 29 із 36 командирів корпусів та 46 із 70 начальників дивізій. Сама академія з початком війни була по суті, розформована, заняття припинено, було здійснено достроковий випуск, більшість викладачів відряджено до чинної армії. Перебіг війни показав, що це рішення було глибокою помилкою, бо виникла масова потреба в підготовлених воєначальниках з вищою військовою освітою. 1916 року було прийнято рішення відновити заняття, на початку 1917 року було прийнято 120 офіцерів на молодший курс.
Вихованці академії Іоаким Вацетіс, Микола Какурін, Василь Новицький, Олександр Свєчін, Михайло Свечніков, Андрій Снєсарєв, Борис Шапошников, Євген Шиловський та деякі інші надалі проявили себе в лавах Червоної Армії та в справі становлення і розвитку радянського військового мистецтва. У Білому русі керівні ролі також відігравали випускники академії Михайло Алексеєв, Петро Врангель, Антон Денікін, Лавр Корнілов, Микола Юденич.
На початку 1918 року академію евакуювали до Єкатеринбурга, потім до Казані. В липні 1918 року на пропозицію голови РНК РРФСР Володимира Леніна академія перейменована на Військову академію РСЧА. У липні 1918 року основна маса викладачів та учнів відмовилась виступити проти частин Чехословацького корпусу та Російської армії, що наступали на Казань, і перейшла на їх бік. У зв'язку з цим 4 серпня 1918 року наказом Реввоєнради республіки академію формально було розформовано. Однак вона продовжила свою роботу в лавах Білого руху спочатку в Єкатеринбурзі, потім у Томську й Омську. Наприкінці 1919 року евакуйована до Владивостока. Останній випуск її слухачів відбувся наприкінці 1921 року у Владивостоці на острові Руському, в казармах 3-го Сибірського стрілецького полку.
1927 року в Парижі колишній професор Академії Микола Головін відкрив Зарубіжні вищі військово-наукові курси, які їхній засновник вбачав наступником Академії Генерального штабу. Відділення Курсів було відкрито в низці інших європейських центрів Білої еміграції. Курси припинили своє існування тільки після початку Другої світової війни.
На початку XXI століття в будівлях, які раніше належали Академії Генерального штабу, розміщувався Санкт-Петербурзький військовий університет зв'язку — перший та другий курс 4-го факультету (курсанти). В головній будівлі (Суворовський пр. 32) розміщувались бібліотека, клуб, кінозал, кафедра фізики, готель для військових високопосадовців, факультет підготовки цивільних спеціалістів, а також кабінети керівництва. В колишній будівлі стайні розміщувався спортзал. Більшу частину історичних будівель було знесено і продано під забудову житла.
Друкований орган — Известия Императорской Николаевской военной академии.

## Начальники (до 1854— директор) академії
- 1832—1854 — генерал-ад'ютант генерал-лейтенант (з 1834 року — генерал від артилерії) Іван Сухозанет
- 1854—1857 — генерал-лейтенант Густав Стефан
- 1857—1862 — генерал-майор (з 1861 року — генерал-лейтенант) Олександр Баумгартен
- 1862—1878 — генерал-лейтенант Олександр Леонтьєв
- 1878—1889 — генерал-лейтенант Михайло Драгомиров
- 1889—1898 — генерал-лейтенант (з 14.05.1896 року — генерал від інфантерії) Генріх Леєр
- 1898—1901 — генерал-лейтенант Микола Сухотін
- 1901—1904 — генерал-лейтенант Володимир Глазов
- 1904—1907 — генерал-майор (з 9.12.1904 року — генерал-лейтенант) Микола Міхневич
- 1907—1912 — генерал-майор (з 29.11.1908 року — генерал-лейтенант) Дмитро Щербачов
- 1913—1914 — генерал-майор (з 20.12.1913 року — генерал-лейтенант) Микола Янушкевич
- 1914, березень — серпень — генерал-ад'ютант генерал-лейтенант князь Павло Єнгаличев
- 1914—1915 — (в.п.) генерал-лейтенант Олександр Зейфарт  [Архівовано 6 березня 2012 у Wayback Machine.]
- 1916—1917 — (в.п.) генерал-майор Камнєв (до 1916 года — Петерс)
- 1917—1922 — генерал-майор Олександр Андогський

## Відомі випускники
- Біскупський Василь Вікторович 1899 — генерал-хорунжий армії Української Держави
- Дмитро Бушен 1849 — генерал-майор
- Євген Вишинський 1900 — генерал-лейтенант
- Йосип Довбор-Мусницький 1902 (за першим розрядом)
- Володимир Каппель 1913 — генерал-лейтенант
- Кущ Віктор 1912 — генерал-хорунжий армії УНР
- Микола Лачинов 1856 — генерал від інфантерії
- Іван Львов 1886 — генерал-лейтенант, чиновник Генерального штабу, останній російський комендант Двінської фортеці-складу
- Масловський Дмитро Федорович 1873;
- Євген Шиловський 1917 — генерал-лейтенант

## Відомі викладачі
- Байов Олексій Костянтинович — професор кафедри історії військового мистецтва (1906-1914)